# 広島県道237号備後八幡停車場線
広島県道237号備後八幡停車場線（ひろしまけんどう237ごう びんごやわたていしゃじょうせん）は、広島県庄原市を通る一般県道である。

## 概要
JR西日本芸備線 備後八幡駅から国道314号交点に至る。現在本路線および広島県道450号内堀備後八幡停車場線の改良工事が進められており、完成後は経路変更や路線の改廃・改称が行われる可能性が高い。

### 路線データ
- 起点：庄原市東城町菅（JR西日本芸備線 備後八幡駅前、広島県道450号内堀備後八幡停車場線終点）
- 終点：庄原市東城町菅（国道314号交点）
- 総延長：643 m

## 路線状況

### 重複区間
- 広島県道450号内堀備後八幡停車場線（庄原市東城町菅）

## 地理

### 通過する自治体
- 庄原市

### 交差する道路
| 交差する道路                                   | 交差する場所 | 交差する場所 |
| ---------------------------------------------- | ------------ | ------------ |
| 広島県道450号内堀備後八幡停車場線 重複区間起点 | 東城町菅     | 起点         |
| 広島県道450号内堀備後八幡停車場線 重複区間終点 | 東城町菅     |              |
| 国道314号                                      | 東城町菅     | 終点         |

### 交差する鉄道
- 芸備線

### 沿線
- JR西日本芸備線 備後八幡駅